# Panaxia plantaginis
Panaxia plantaginis là một loài bướm đêm thuộc phân họ Arctiinae, họ Erebidae.